# Cassida berolinensis
Cassida berolinensis – gatunek chrząszcza z rodziny stonkowatych i podrodziny tarczykowatych. Zamieszkuje Palearktykę. Żeruje na goździkowatych.

## Taksonomia
Gatunek ten opisany został po raz pierwszy w 1844 roku przez C.W.L. Eduarda Suffriana.

## Morfologia
Chrząszcz o ciele długości od 3,6 do 5 mm. Grzbietowa strona ciała ubarwiona jest żółtawo lub jasnoochrowo, czasem z drobnymi, ciemniejszymi, rozmytymi plamami na pokrywach. Brzuszna strona ciała zwykle ubarwiona jest żółtawo lub jasnoochrowo z rdzawoczerwonymi: śródpiersiem, zapiersiem i środkiem sternitów odwłoka. Spotyka się również formy ciemniejsze, o spodzie ciała ubarwionym jak u tarczyka żółtawego tj. czarnym z żółtawymi: głową, podstawami czułków i krawędziami sternitów odwłoka. Formy te odróżnia od tarczyka żółtawego duże i silne punktowanie nadustka, a w przypadku samców także cechy budowy prącia. Ubarwienie odnóży jest żółtawe. Brzegi przedplecza i pokryw są rozpłaszczone. Punktowanie pokryw jest bardzo regularne, rozmieszczone w rządkach, bez nadliczbowych punktów na międzyrzędach. Krawędzie nasadowe pokryw są gładkie, pozbawione charakterystycznego dla tarczyka mgławego karbowania. Stopy mają rozchylone, pozbawione ząbków przy nasadach pazurki wystające poza wieńce szczecinek na trzecich członach.

## Ekologia i występowanie
Zarówno osobniki dorosłe jak i larwy tego tarczyka są fitofagami żerującymi na roślinach z rodziny goździkowatych.
Gatunek palearktyczny o niedostatecznie rozpoznanym rozsiedleniu. Znany jest z Niemiec (Brandenburgia i Turyngia), Austrii, Szwecji (Skania), Polski, Czech, Słowacji, Węgier, Ukrainy (Podole), Bośni i Hercegowiny, Bułgarii, Mongolii oraz Rosji (zarówno z części europejskiej, Syberii jak i dorzecza Amuru na Dalekim Wschodzie). W Polsce spotykany jest bardzo rzadko i pojedynczo. W XIX wieku odnotowano go ze Szczecina i Zamojszczyzny, a w XX wieku z Niziny Mazowieckiej i Pojezierza Olsztyńskiego. W 2002 roku umieszczono go na Czerwonej liście zwierząt ginących i zagrożonych w Polsce jako gatunek zagrożony o niedostatecznie rozpoznanym statusie (DD). W 2005 umieszczony został na „Czerwonej liście gatunków zagrożonych Republiki Czeskiej” jako gatunek zagrożony wyginięciem.